# بوخهولتس (مکلنبورگ-فورپومرن)
بوخهولتس (به آلمانی: Buchholz) یک شهر در آلمان است که در Mecklenburgische Seenplatte District واقع شده‌است. بوخهولتس ۱۴۶ نفر جمعیت دارد.